# 列夫河
40°10′25″N 46°11′57″E / 40.17361°N 46.19917°E
列夫河是阿塞拜疆的河流，位於該國西部，屬於泰爾泰爾河的左支流，河道全長36公里，發源自小高加索山脈，流經泰爾泰爾區和巴爾達區。